# Лидо Ацуро (Таранто)
Лидо Ацуро (итал. Lido Azzurro) је насеље у Италији у округу Таранто, региону Апулија.
Према процени из 2011. у насељу је живело 638 становника. Насеље се налази на надморској висини од 3 м.